# Fatal Seduction
Fatal Seduction ist eine südafrikanische Drama-Fernsehserie, die seit 2023 von Ochre Moving Pictures für Netflix produziert wurde. Die Serie ist ein Remake der mexikanischen Thriller-Serie Dunkle Leidenschaft. Die Veröffentlichung der ersten sieben Episoden erfolgte am 7. Juli 2023 weltweit auf Netflix. Die restlichen Episoden erschienen am 4. August 2023.

## Handlung
Die Professorin Nandi Mahlati fühlt sich in ihrer Ehe mit dem angesehenen Richter Leonard Mahlati nicht mehr wohl, da dieser ihr die Schuld an der Fehlgeburt ihres Kindes gibt. Außerdem glaubt sie, dass Leonard sie mit seiner Assistentin Ameera betrügt. Gemeinsam mit ihrer Freundin Brenda Grootboom unternimmt Nandi einen Wochenendtrip fern von zu Hause. Dort lernen die Frauen den jungen Jacob Tau kennen, der mit Nandi die Nacht verbringt. Für diese ist es ein einmaliges Erlebnis, sie kehrt zu ihrem Mann und ihrer Tochter Zinhle zurück. Wenig später taucht Jacob bei einer Univorlesung von Nandi auf. Sie versucht ihre Gefühle und Leidenschaft zu unterdrücken, beginnt jedoch eine heimliche und leidenschaftliche Affäre mit Jacob. Mit der Zeit erkennt Nandi, dass ihr Mann keine Affäre hat, sondern nur Vorbereitungen für den Hochzeitstag traf. Sie beendet die Affäre mit Jacob. Dieser reagiert jedoch aggressiv und taucht bei ihrer Familie auf, um sich für ein Praktikum bei Leonard zu bewerben.
Parallel wird Brenda tot in ihrem Haus aufgefunden. Alles deutet auf einen Selbstmord Brendas hin. Nandi und Vuyo, Leonards Bruder, Brendas Liebhaber und ehemaliger Polizist, zweifeln am Suizid und forschen auf eigene Faust nach. Brenda hatte Jahre zuvor eine Falschaussage getätigt und dafür gesorgt, dass ein unschuldiger Mann namens Benjamin Jiba für die Vergewaltigung und Ermordung eines jungen Mädchens ins Gefängnis kam und dort Selbstmord beging. Vuyo findet heraus, dass Jacob der Sohn von Benjamin ist und dass der tragische Vorfall seine Mutter in einen mentalen Zusammenbruch führte. Jacob sucht die Schuldigen und will diese zur Rechenschaft ziehen. In der Familie Mahlati sieht er eine zunehmende Schuld, da Leonard damals trotz niedriger Beweislage Benjamin verurteilte. Bereits damals zweifelte Vuyo an Benjamins Schuld und glaubte, dass der Fahrer des Ministers an diesem Vorfall beteiligt war. Da Leonard seine Karriere gefährdet sah, drängte er Brenda zu einer Falschaussage. Durch diesen Fall startete er seine erfolgreiche Karriere und wurde angesehener Richter in Kapstadt.
Zur selben Zeit beginnt Zinhle über ein Online-Portal mit einer Person namens PokebOi zu kommunizieren. Sie fühlt sich zu dieser Person hingezogen und erzählt ihr viel aus ihrem Privatleben. Es stellt sich heraus, dass PokebOi in Wahrheit Jacob ist, der sich nun an Zinhle heranmacht. Vuyo ist überzeugt, dass Jacob Brendas Mörder ist und lockt ihn, nachdem er bereits erfahren hat, dass Nandi eine Affäre mit ihm hat, in eine Falle. Er versucht per Folter die Wahrheit aus Jacob heraus zu bekommen, jedoch beteuert Jacob die Unschuld am Mord Brendas. Leonard zweifelt währenddessen an Nandis Treue und forscht nach. Er glaubt, dass seine Frau ein Verhältnis mit seinem Bruder Vuyo hat und will diesen zur Rede stellen. Bei der Auseinandersetzung der Brüder offenbart sich, dass Leonard damals Brenda zur Falschaussage gezwungen hat und auch Schuld an Vuyos Beinverletzung war. Zur selben Zeit treffen sich Nandi und Jacob wieder, der ihr seine Gefühle offenbart, aber Nandi glaubt ihm nicht, da sie von Vuyo die Wahrheit über seine Identität erfahren hat.
Jacob beginnt eine Beziehung mit Zinhle, sehr zum Missfall ihrer Eltern. Leonard erfährt von Nandi die Wahrheit und versucht die Beziehung seiner Tochter zu unterbinden, jedoch ohne Erfolg. Vuyo entdeckt ein Video, auf dem Leonard der letzte am Haus von Brenda ist. Er weiht Nandi in seinen Verdacht ein und beide glauben, dass Leonard Brenda ermordet hat. Außerdem muss Nandi erfahren, dass ihre Freundin mit ihrem Mann über mehrere Jahre eine Affäre unterhalten hat. Leonard erleidet einen Herzinfarkt und fällt in ein Koma. Sein Gesundheitszustand verschlechtert sich aus unerklärlichen Gründen immer weiter. Als er wieder zu Bewusstsein kommt, wird er von der Polizei verhaftet. Zinhle wiederum erfährt die Wahrheit zwischen Jacob und ihrer Mutter und ist von beiden zu tiefst getroffen. Sie findet Zuflucht bei ihrer Freundin Laura, der sie näher kommt.
Vuyo verhilft seinem Bruder zur Flucht aus dem Krankenhaus, damit dieser zusammen mit Nandi ein neues Leben außerhalb Südafrikas beginnen kann. Auch Jacob bietet er Geld an, damit er seine Familie in Ruhe lässt. Als Leonard Nandi aufsucht und um Vergebung bitten will, kommt es zu einer Auseinandersetzung zwischen den beiden, da Nandi mittlerweile der Überzeugung ist, dass ihr Ehemann der Mörder ihrer Freundin ist. Als Zinhle die Situation sieht, schreitet sie ein und ersticht ihren Vater beinah. Um ihre Tochter aus der Schusslinie zu nehmen, nimmt Nandi die Schuld auf sich. Leonard wird schwer verletzt ins Krankenhaus eingeliefert. Nandi glaubt, schnell wieder aus dem Gefängnis zu kommen, jedoch tauchen bei ihr Zuhause Beweise wie Flugtickets und Überweisungen auf. Vuyo erweist sich als wahrer Drahtzieher hinter allem. Er erhielt in der Todesnacht von Brenda einen Anruf, in der sie ihren Selbstmord ankündigte. Daraufhin fälschte Vuyo die Beweise, um Leonard und Nandi die Schuld zu geben. Er hat es nach wie vor nicht verkraftet, dass Nandi sich damals gegen ihn und für seinen Bruder entschieden hat. Außerdem wollte er sich an seinem Bruder rächen, da dieser für seine Verletzung verantwortlich ist. Er hat außerdem erfahren, dass Zinhle seine Tochter ist. Nandi versucht ihre Tochter von ihrer Unschuld zu überzeugen, aber sie glaubt ihr nicht und beginnt mit Vuyo ein neues Leben. Einige Wochen später erhält Vuyo von den Hintermännern des Ministers Drohungen, dass er nicht erneut den Fall von damals aufrollen soll, da sonst Zinhle getötet wird. 

## Besetzung und Synchronisation
Die deutsche Synchronisation wird von der Synchronfirma EVA Studios Germany GmbH in Berlin erstellt. Verantwortlich für die Dialogregie ist Antje von der Ahe sowie für das Dialogbuch sind Katharina Gräfe und Antigoni Loukovitou.
| Rolle            | Schauspieler         | Hauptrolle | Synchronsprecher       |
| ---------------- | -------------------- | ---------- | ---------------------- |
| Nandi Mahlati    | Kgomotso Christopher | 1.01–      | Victoria Sturm         |
| Vuyo Mahlati     | Nathaniel Ramabulana | 1.01–      | Sven Brieger           |
| Leonard Mahlati  | Thapelo Mokoena      | 1.01–      | Alexander Doering      |
| Jacob Tau        | Prince Grootboom     | 1.01–      | Tim Knauer             |
| Zinhle Mahlati   | Ngelekanyo Ramulondi | 1.01–      | Marie Hinze            |
| Brenda Grootboom | Lunathi Mampofu      | 1.01–      | Elisa Bannat           |
| Ameera Naidoo    | Rizelle Januk        | 1.01–      | Katharina Schwarzmaier |

## Episodenliste
| Nr. | Deutscher Titel                | Originaltitel              | Regie                                | Drehbuch                      |
| --- | ------------------------------ | -------------------------- | ------------------------------------ | ----------------------------- |
| Teil 1 |                                |                            |                                      |                               |
| 1 | Der Falsche                    | Freebird, caged bird       | Catherine Stewart & Johnny Barbuzano | Steven Pillemer               |
| 2 | Dinge über Brenda              | Through the wound          | Catherine Stewart & Johnny Barbuzano | Steven Pillemer               |
| 3 | Verpflichtet                   | To be or not to be         | Nthabiseng Mokoena                   | Dami Elebe                    |
| 4 | Wer ist Jacob Tau?             | Who is Jacob Tau           | Nthabiseng Mokoena                   | Dami Elebe                    |
| 5 | Leugnung                       | Unlocked                   | Nthabiseng Mokoena                   | Sydney Dire                   |
| 6 | Verprügelt                     | Caned                      | Ferry Jele                           | Sydney Dire                   |
| 7 | Die Wahrheit soll dich brechen | The truths shall break out | Zuko Nodada                          | Steven Pillemer               |
| Teil 2 |                                |                            |                                      |                               |
| 8 | Psychopath                     | Psychopath                 | Zuko Nodada                          | Steven Pillemer               |
| 9 | Nichts ist, wie es scheint     | Nothing is as it seems     | Zuko Nodada                          | Steven Pillemer               |
| 10 | Konfrontation                  | Everyone is a mess         | Zuko Nodada                          | Steven Pillemer               |
| 11 | Sünden der Vergangenheit       | Sins of the past           | Johnny Barbuzano                     | Sydney Dire & Steven Pillemer |
| 12 | Meines Bruders Hürte           | My Brothers keeper         | Johnny Barbuzano                     | Sydney Dire & Steven Pillemer |
| 13 | Eine Lüge noch                 | The final lie              | Johnny Barbuzano                     | Steven Pillemer               |
| 14 | Übertrumpft                    | Endings and Beginnings     | Johnny Barbuzano                     | Steven Pillemer               |
| Die ersten sieben Episoden wurden am 7. Juli 2023 weltweit auf Netflix veröffentlicht. Die restlichen Episoden erschienen am 4. August 2023. |                                |                            |                                      |                               |